# Le Chevalier pirate
Pour plus de détails, voir Fiche technique et Distribution.
Le Chevalier pirate (titre original : The Road to romance) est un film américain muet réalisé par John S. Robertson, sorti en 1927.
Une copie du film a survécu et se trouve aux archives cinématographiques de Nouvelle-Zélande.

## Synopsis

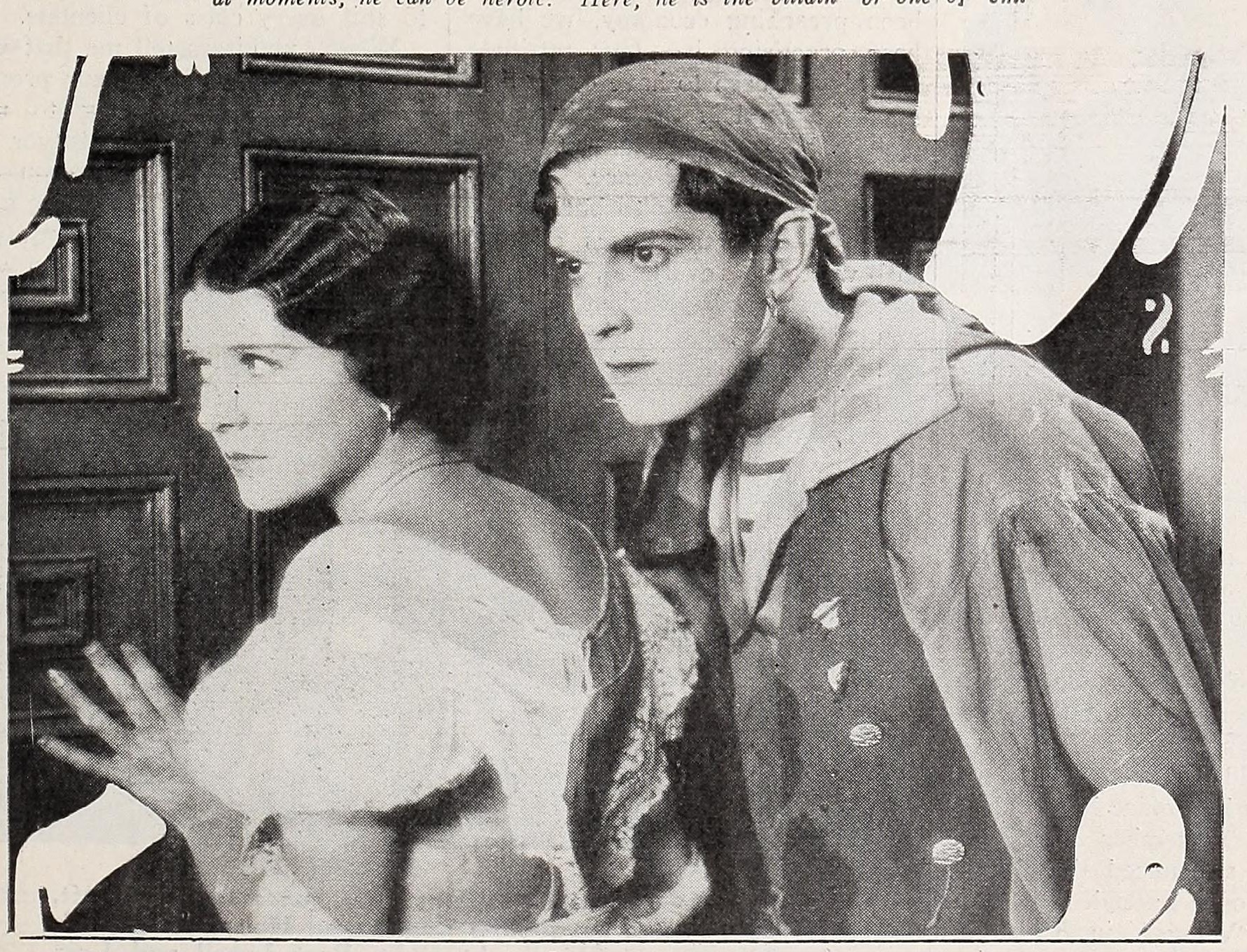
Marceline Day et Ramón Novarro dans une scène du film.

Serafina est capturée par les pirates de Don Balthasar sur une île des Caraïbes, lorsque José Armando arrive d'Espagne à sa rescousse.

## Fiche technique
- Titre original : The Road to romance
- Réalisation : John S. Robertson
- Scénario : Josephine Lovett, Joe Farnham, d'après Joseph Conrad et Ford Madox Ford
- Direction artistique : Cedric Gibbons, Richard Day
- Costumes : Gilbert Clark
- Photographie : Oliver Marsh
- Montage : William Hamilton
- Société de production : Metro-Goldwyn-Mayer
- Société de distribution : Metro-Goldwyn-Mayer
- Pays de production :  États-Unis
- Langue originale : anglais
- Format : couleur noir et blanc (teinté) — 35 mm — 1,33:1 — Film muet
- Genre : Drame, Film d'aventures
- Durée : 70 minutes
- Date de sortie :
  - États-Unis : 8 octobre 1927

## Distribution
- Ramón Novarro : José Armando
- Marceline Day : Serafina
- Marc McDermott : Pópolo
- Roy D'Arcy : Don Balthasar
- Cesare Gravina : Juan Castro
- Bobby Mack : l'ivrogne
- Otto Matiesen : Don Carlos
- Jules Cowles : "Smoky Beard"
- John George : le petit homme